# Stenotarsus coccineus
Stenotarsus coccineus es una especie de coleóptero de la familia Endomychidae.

## Distribución geográfica
Habita en Colombia y Perú.